# Вулиця Надзбручанська (Тернопіль)
Вулиця Надзбручанська — вулиця в житловому масиві «Дружба» міста Тернополя. 

## Історія та відомості
В період розбудови житлового масиву «Дружба» у 1960-х роках вулиця Надзбручанська пролягала в районі теперішніх вулиць Володимира Лучаковського, Володимира Громницького та бульвару Просвіти. Згодом, після створення нових вулиць та перейменування існуючих за адресою «Вулиця Надзбручанська» номінально знаходяться 3 будинки (№2, 2А, 2Б). Автомобілем до них можна дістатися лише через двори будинків вулиці Сергія Короля, пішохідна доріжка сполучає будівлі з кінцем вулиці Степової.

## Комерція
- Продуктовий магазин «Бережанка» (Надзбручанська, 2А)

## Транспорт
Дорожнє покриття — асфальт. Найближчі зупинки громадського транспорту знаходяться на вулицях Сергія Короля та Володимира Лучаковського.